# De smid die niet wilde sterven

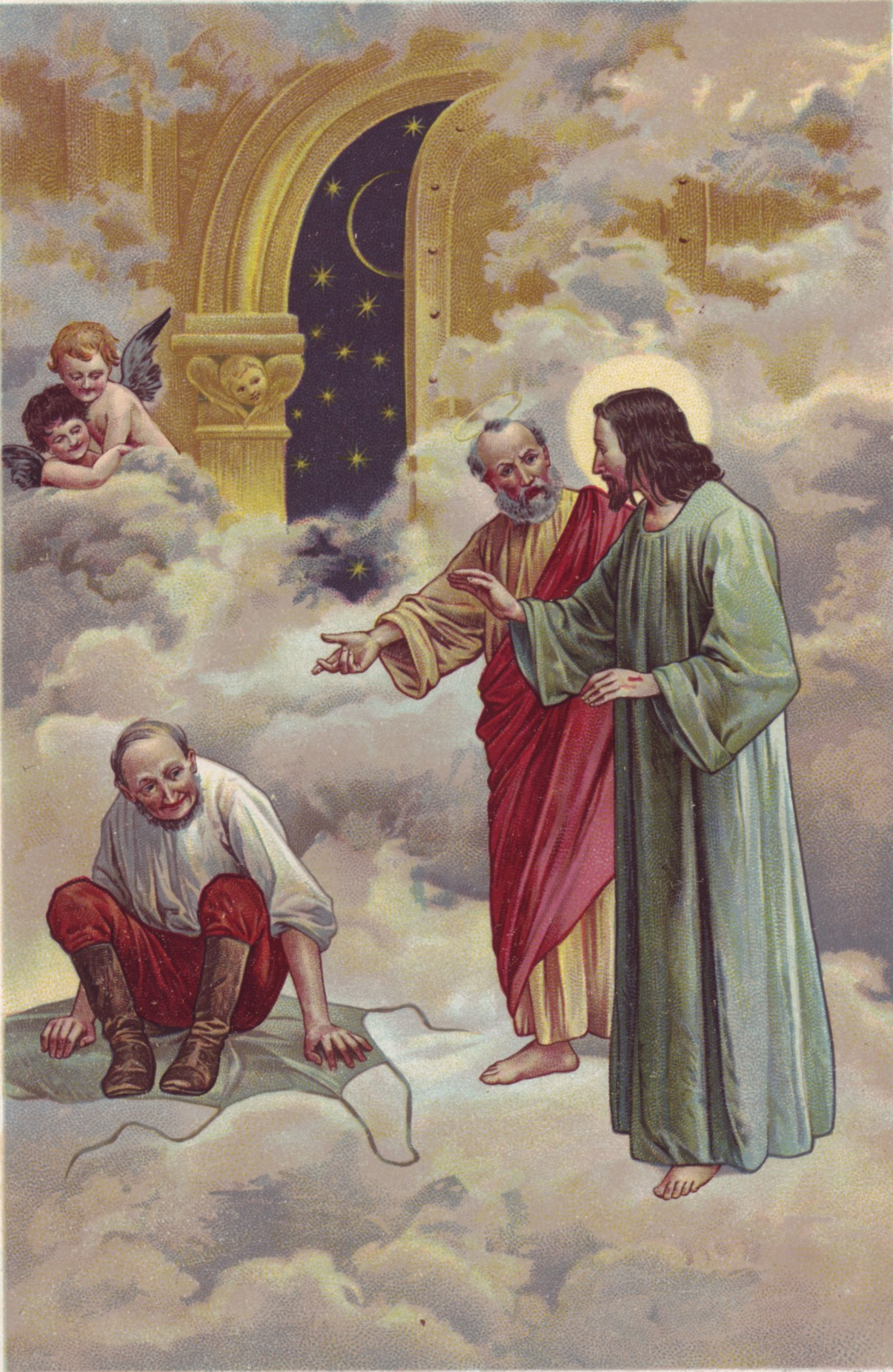
Afbeelding door Věnceslav Černý, 1902

De smid die niet wilde sterven is een volksverhaal uit Nederland over het idee van onsterfelijkheid. 

## Het verhaal
In een dorp woont een smid die een losbandig leven leidt; hij houdt van drinken en dobbelen, maar is desondanks ook een goede man. Een oude man die op een dag het dorp bezoekt krijgt alleen bij deze smid eten en onderdak. Voordat de oude man de volgende dag weer vertrekt, zegt hij tegen de smid dat die aan zijn zielenheil moet denken. De smid denkt nu dat hij niet met een gewone man te doen heeft en wenst dat de mensen die in zijn kersenboom klimmen er pas uit kunnen als hij dat wil. De tweede wens is dat degene die in zijn stoel gaat zitten, niet meer op kan staan. De derde wens is een beurs waar niets uit kan wat er in is gekomen. De oude man laat de wensen in vervulling gaan en de smid leeft er nu nog lustiger op los. Dieven blijven in zijn kersenboom gevangen en hij ranselt ze af. Als er vrienden komen om te dobbelen, kunnen ze pas weg als hij genoeg heeft van het spel.
Als het tijd is om te sterven, komt een duivelsknecht de smid halen. De smid hoort dat hij naar de hel gebracht zal worden. De smid zegt dat hij de oude ketel wel wil oplappen en wil zijn zondagse pak aantrekken. De duivelsknecht wacht in de stoel, maar kan dan niet meer opstaan en begint te vloeken. De smid lacht hem uit en de duivelsknecht belooft hem nog honderd extra levensjaren. De smid laat de duivelsknecht vrij en begint weer met zijn oude leventje. Als de honderd jaar om zijn, komen er twee duivelsknechten naar de smederij. De smid nodigt ze uit, maar ze gaan niet zitten. De smid zegt dat er lekkere kersen aan zijn boom groeien en de duivelsknechten zitten vast. Opnieuw krijgt de smid honderd extra levensjaren en de duivel komt na deze tijd zelf. De smid zegt dat hij blij is gehaald te worden, tweehonderd jaar is lang genoeg. De smid twijfelt echter of degene die hij voor zich heeft wel echt de duivel is en wil bewijs. De smid zegt dat een duivel zich erg klein kan maken en daagt hem uit in zijn beurs te gaan zitten. De duivel doet dit, waarop de smid de beurs op het aambeeld legt en er met de voorhamer keihard op slaat. De duivel schreeuwt van pijn en wordt weer vrijgelaten.
De smid leeft nog een tijd, maar wordt ziek en gaat uiteindelijk toch dood. Hij komt bij de poort van de hel en klopt aan. Een duivelsknecht doet open en zegt dat hij geen plaats heeft voor de smid. De smid gaat dan naar de hemelpoort en Petrus doet open, maar ook deze poort gaat weer dicht. De smid vraagt of hij de hemel mag zien en Petrus opent de deur. De smid maakt zijn schootsvel los en gooit dit naar binnen. Hij gaat op zijn schootsvel zitten en zegt dat dit zijn eigen terrein is. Petrus vraagt Onze Lieve Heer om raad en deze zegt dat de smid op het schootsvel mag blijven zitten, anders komt hij door een andere slimmigheid toch wel weer de hemel in.

## Achtergronden
- Het verhaal werd in 1893 opgetekend door G.J. Boekenoogen in Castricum.
- Sprookjes over een smid die de duivel te slim af is, zijn in vele landen bekend. In Nederland komen ze in Noord-Holland, Zuid-Holland, Limburg en Brabant voor. In dit verhaal gebruikt de smid drie attributen. Deze attributen komen niet in alle verhalen gezamenlijk voor.
- Andere sprookjes die zich gedeeltelijk in de hemel afspelen, of op fictieve plekken waar Petrus als hemelbewaker optreedt, zijn bijvoorbeeld Het kind van Maria (KHM3), De kleermaker in de hemel (KHM35), Vrolijke Frans (KHM81), Speelhans (KHM82), De dorsvlegel uit de hemel (KHM112), Het boerke in de hemel (KHM167), Jonkvrouw Maleen (KHM198) en in de kinderlegende De hemelse bruiloft (KHM209).